# 오스만 튀르크인
오스만 튀르크인(튀르키예어: Osmanlı Türkleri) 또는 오스만 튀르키예인, 오스만인은 오스만 제국을 건설한 튀르크 집단이다. 오스만 튀르크인의 초기 역사에 대한 신뢰할 수 있는 정보는 아직 부족하다. 비티니아에 기반을 둔 오스만 제국은 다른 튀르크어를 사용하는 무슬림과 비튀르크계 기독교인을 통합하기 시작했다. 튀르크인은 세금, 투표 및 법적 권리와 같은 문제에서 비튀르크인보다 유리했다. 1350년대부터 유럽으로 건너가 지중해를 지배하게 되었고, 1453년에는 동로마 제국의 수도 콘스탄티노폴리스를 침공하면서 오스만 제국은 아시아와 유럽 사이의 모든 주요 육로를 차단했으며, 서유럽인들은 동양과 교역할 다른 방법을 찾아야 했다. 오늘날 튀르키예인은 이들의 후손이다.

## 같이 보기
- 오스만 제국
- 튀르키예인

## 참고 문헌
- Itzkowitz, Norman (1980). 《Ottoman Empire and Islamic Tradition》. University of Chicago Press. ISBN 0-226-38806-9.